# Alberic de Trois-Fontaines
Alberic de Trois-Fontaines (en llatí: Albericus Monachi Trium Fontanum) va ser un cronista medieval del segle xiii, originari del principat de Lieja. Certs autors en fan un monjo cistercenc de l'Abadia de Trois-Fontaines, on hauria mort cap al 1252, tot i que probablement és originari del poble de Trois-Fontaines al marquesat de Franchimont i era monjo de l'abadia de Neufmoustier, una hipòtesi basada en la presència a la seva obra de molts detalls sobre el país de Lieja i de Huy. Es va mostrar en favor delsemperadors del sacre imperi romanogermànic, al qual pertanyia Lieja, que no pas als reis de França dels quals sol burlar-se. Sens dubte, el monjo de Neufmoustier no està totalment lliure dels defectes del seu temps. Creu en l'astrologia i la màgia i demostra una credulitat excessiva per als miracles.
El 1232, Alberic va començar la seva Chronica Albrici Monachi Trium Fontium, que descriu els esdeveniments mundials des de la Creació fins a l'any 1241. Les seves fonts van incloure els Llibres 45-49 del Chronicon d'Hélinand de Froidmont.
La crònica d'Alberic va ser publicada a la Monumenta Germaniae Historica el 1874.